# Лыжное ориентирование на Азиатских играх
Соревнования по спортивному ориентированию на лыжах проводились на зимних Азиатских играх один раз — в 2011 году.

## Призёры соревнований

### Мужчины
| Дисциплины        | Золото                                                         | Серебро                                                   | Бронза                                                                    |
| ----------------- | -------------------------------------------------------------- | --------------------------------------------------------- | ------------------------------------------------------------------------- |
| Спринт            | Михаил Сорокин                                                 | Александр Бабенко                                         | Баярагийн Гэрэлт-Од                                                       |
| Средняя дистанция | Михаил Сорокин                                                 | Виталий Лиличенко                                         | Биджан Кангарлу                                                           |
| Длинная дистанция | Михаил Сорокин                                                 | Алексей Немцев                                            | Баярагийн Гэрэлт-Од                                                       |
| Эстафета          | Казахстан · Александр Бабенко · Аслан Токбаев · Михаил Сорокин | Иран · Биджан Кангарлу · Ясин Шемшаки · Сейед Саттар Сейд | Монголия · Баярагийн Гэрэлт-Од · Болдын Бямбадордж · Эндэнэчимэгийн Барху |

### Женщины
| Дисциплины        | Золото                                                            | Серебро                                             | Бронза                                                                               |
| ----------------- | ----------------------------------------------------------------- | --------------------------------------------------- | ------------------------------------------------------------------------------------ |
| Спринт            | Ольга Новикова                                                    | Лю Сяотин                                           | Евгения Кузьмина                                                                     |
| Средняя дистанция | Ольга Новикова                                                    | Евгения Кузьмина                                    | Лю Сяотин                                                                            |
| Длинная дистанция | Ольга Новикова                                                    | Евгения Кузьмина                                    | Ким Я Юн                                                                             |
| Эстафета          | Казахстан · Евгения Кузьмина · Эльмира Молдашева · Ольга Новикова | Республика Корея · Ким Я Юн · Ли Ха На · Чой Сил Би | Монголия · Хандинцэцэдийн Уганцэцэг · Алтанцэцэгийн Наранцэцэг · Чинбатун Отгонцэцэг |

## Медальный зачёт
суммарно медали для страны во всех видах соревнований
| Место          | Страна           | Золото | Серебро | Бронза | Всего |
| -------------- | ---------------- | ------ | ------- | ------ | ----- |
| 1              | Казахстан        | 8      | 5       | 1      | 14    |
| 2              | Иран             | 0      | 1       | 1      | 2     |
| 2              | Китай            | 0      | 1       | 1      | 2     |
| 2              | Республика Корея | 0      | 1       | 1      | 2     |
| 5              | Монголия         | 0      | 0       | 4      | 4     |
| Всего стран: 5 | Всего стран: 5   | 8      | 8       | 8      | 24    |